# Mala Ciglena
Mala Ciglena – wieś w Chorwacji, w żupanii bielowarsko-bilogorskiej, w mieście Bjelovar. W 2011 roku liczyła 17 mieszkańców.